# Horaglanis abdulkalami
Horaglanis abdulkalami es una especie de pez del género Horaglanis. Es un pez de aletas radiadas. Fue descubierta por Subhash Babu Kallikadavil en 2012